# تود سالدانا
تود سالدانا (بالإنجليزية: Todd Saldana)‏ هو مدرب كرة قدم ولاعب كرة قدم أمريكي في مركز الوسط، ولد في 15 يناير 1962 في ريدوندو بيتش في الولايات المتحدة. شارك مع منتخب الولايات المتحدة تحت 20 سنة لكرة القدم. أما مع النوادي، فقد لعب مع تلسا رافنكس وسان خوزيه إيرث كويكس ولوس أنجلوس أزتكس.

## وصلات خارجية
- تود سالدانا على موقع الاتحاد الدولي (مؤرشف)  (الإنجليزية)